# Tommy Nilsson
Tommy Nilsson (Färila, Ljusdal, 11 de março de 1960) é um cantor de rock e compositor sueco. Segundo a crítica musical do seu país é uma das melhores vozes da Suécia. 
No finais da década de 1970 foi cantor na banda sueca de heavy metal chamada Horizont. O grupo gravou dois álbuns, até que o produtor musical francês, Yves Accary, entrou em contacto com  Tommy Nilsson e conseguiu um contrato como uma editora francesa.  Conseguiu grande êxito em França em 1981 com a canção  No Way No How. O single vendeu milhão de cópias e o álbum vendeu 200 000. O LP seguinte de Tommy Nillson foi lançado em 1982, sendo Nilsson compositor das canções juntamente com Alex R Contanstinos. O álbum era de música rock e foi gravado entre Estocolmo e Los Angeles, mas não conseguiu o sucesso comercial do álbum anterior e depois de ter estado dois anos viajando entre a França e os Estados Unidos, decidiu voltar à Suécia. 
Voltou a participar noutra banda de heavy metal Easy Action que gravou dois álbuns. O referido grupo dissolveu-se e Tommy retomou a sua carreira como cantor solo. Em 1989, representou a Suécia no Festival Eurovisão da Canção 1989, onde interpretou a balada En dag ("Um dia") onde terminou em quarto lugar. Gravou grandes êxitos no seu país, tais como  Allt som jag känner ("Tudo o que eu sinto") (Um dueto com Tone Norum) em 1987, Öppna din dörr ("Abre a tua porta") em 1994, Dina färger var blå em 1996, y Amelia in 2005. Além disso, recebeu o prémio de melhor artista masculino sueco em 1988 e recebeu um  disco de ouro pelo seu álbum Follow the Road em 1990.
Em 2001, uma compilação das suas canções En samling 1981-2001, foi disco de platina na Suécia. Tommy Nilsson também tem tido muitas colaborações na televisão sueca. Tommy Nilsson participou novamente na seleção sueca para o Festival Eurovisão da Canção (Melodifestivalen) em 2007. Nela interpretou a balada Jag tror på människan ("Creio nas pessoas") e qualificou-se para a final juntamente com a cantora Anna Book. Na final, a referida canção não conquistou qualquer  ponto, contudo essa canção "Jag tror på människan" alcançou o número 9 do top sueco de vendas.
Tommy Nilsson está casado com a atriz sueca Malin Berghagen, filha de Lars Berghagen.

## Discografia

### Álbuns
- 1982 - Tommy Nilsson
- 1988 - It!
- 1990 - Follow the Road
- 1994 - En kvinnas man
- 1996 - Så nära
- 1999 - Fri att vara här
- 2005 - Tiden före nu

### Singles
- 1981 - In The Mean Meantimes / No Way No How
- 1981 - Radio Me
- 1987 - Allt som jag känner (com Tone Norum)
- 1987 - My Summer With You (com Tone Norum)
- 1988 - Miss My Love
- 1988 - Maybe We're About To Fall In Love
- 1989 - En dag
- 1989 - Time (con Zemya Hamilton)
- 1990 - Too Many Expectations
- 1990 - Looking Through the Eyes of a Child
- 1990 - Don't Walk Away
- 1991 - Long Lasting Love
- 1994 - Öppna din dörr
- 1994 - En kvinnas man
- 1994 - Lämnar du mig
- 1994 - Marianne
- 1996 - Dina färger var blå
- 1996 - Om jag är den du vill ha
- 1996 - Å så nära
- 1996 - Du är för mig
- 1999 - Här är jag nu
- 1999 - Din skugga på mitt täcke
- 2001 - När du är här
- 2002 - Nu är tid att leva (com Åsa Jinder)
- 2005 - Amelia
- 2005 - Allt ditt hjärta är
- 2006 - Vi brann
- 2007 - Jag tror på människan